# ایموژن کانینگهام
ایموژن کانینگهام (انگلیسی: Imogen Cunningham; ۱۲ آوریل ۱۸۸۳ – ۲۴ ژوئن ۱۹۷۶) یک عکاس آمریکایی بود که به دلیل عکاسی گیاه‌شناسی و مناظر صنعتی شهرت داشت. کانینگهام یکی از اعضای گروه اف ۶۴ مستقر در کالیفرنیا بود که به تعهدش به بازنمایی سوژه‌های ساده با فوکوس واضح شناخته می‌شود.

## زندگی‌نامه
کانینگهام در پورتلند، اورگن به دنیا آمد. پدر و مادرش آیزاک برنز کانینگهام و سوزان الیزابت کانینگهام (با نام خانوادگی جانسون) بودند. پدر و مادر او اهل میسوری بودند، البته اصالت خانوادگی آنها ویرجینیایی بود. کانینگهام پنجمین فرزند از ۱۰ فرزند خانواده بود. اگرچه هنر در برنامه درسی سنتی مدرسه گنجانده نشده بود، اما از همان کودکی کانینگهام در تعطیلات آخر هفته و در طول تعطیلات به آموختن هنر می‌پرداخت.
او در سیاتل، واشینگتن بزرگ شد و در مدرسه دنی درس خواند.
در سال ۱۹۰۱، در سن هجده سالگی، کانینگهام اولین دوربین خود را که یک دوربین 4×5 اینچی بود، از طریق سفارش پستی از مدرسه هنر آمریکایی در اسکرانتون، پنسیلوانیا خرید.
او در سال ۱۹۰۳ وارد دانشگاه واشنگتن شد و در آنجا به عضویت منشور بخش واشنگتن آلفای انجمن پی بتا فی برای زنان درآمد. تا اینکه در سال ۱۹۰۶، زمانی که در دانشگاه واشنگتن در سیاتل تحصیل می‌کرد، تحت تاثیر آثار گرترود کاسبیر دوباره به عکاسی پرداخت. اولین عکس‌های او در سال ۱۹۰۶ پرتره‌هایی بود که با دوربینی با فرمت ۴ در ۵ اینچ گرفته شد. او با کمک پروفسور شیمی خود، هوراس بایرز، شروع به مطالعه مواد شیمی مورد استفاده در عکاسی کرد و در عین حال هزینه شهریه خود را با عکاسی از گیاهان برای بخش گیاه‌شناسی پرداخت کرد. در سال ۱۹۰۷، کانینگهام از دانشگاه واشنگتن در رشته شیمی فارغ‌التحصیل شد. پایان‌نامه او "فرایندهای مدرن عکاسی" بود. 

## حرفه و شغل
پس از فارغ التحصیلی از کالج در سال ۱۹۰۷، کانینگهام در استودیوی ادوارد اس. کرتیس در سیاتل برای به‌دست آوردن تجربه بیشتر در عکاسی پرتره و عملی مشغول کار شد. کانینگهام برای کرتیس در پروژه مستندسازی قبایل سرخپوستان آمریکا برای کتاب سرخپوستان آمریکای شمالی که در بیست جلد بین سال‌های ۱۹۰۷ تا ۱۹۳۰ منتشر شد، کار کرد. 
کانینگهام تکنیک چاپ پلاتین را زیر نظر کورتیس آموخت و مجذوب این فرآیند شد. 

## زندگی شخصی
در ۱۱ فوریه ۱۹۱۵، کانینگهام با هنرمند روی پاتریچ، چاپگر و معلم ازدواج کرد. آنها سه پسر به نام‌های گریفید پارتریج و دوقلوهای رودال پارتریج و پادریک پارتریج داشتند.
کانینگهام به عکاسی در سان فرانسیسکو، کالیفرنیا تا اندکی قبل از مرگش در سن ۹۳ سالگی ادامه داد. او در ۲۳ ژوئن ۱۹۷۶ درگذشت.